# Heinrich Wilke (Maler)
Heinrich Wilke (* 3. Februar 1869 in Berlin; † 19. November 1952 in Güstrow) war ein deutscher Porträtist, Landschafts- und Historienmaler.

## Leben
Heinrich Wilke absolvierte nach dem Besuch eines Realgymnasiums von 1887 bis 1891 ein Studium der Malerei an der Hochschule für Bildende Künste Berlin, u. a. bei Hugo Vogel. 1890 wurden zwei seiner Werke, Pompejanische Frauenbäder darstellend, mit Preisen bedacht und in der Akademie der bildenden Künste ausgestellt. 1891/1892 folgten weitere Studien an der Akademie der Bildenden Künste in München. In München gehörte er zum Kreis um die Maler Bruno Piglhein, Ludwig Thiersch und Carl Gustaf Hellqvist, über den er 1891 eine Biographie verfasste. Sein 1892 entstandenes großflächiges Ölgemälde Christus am Oelberg wurde im Glaspalast München ausgestellt.
Ab 1893 war er wieder in Berlin ansässig und als Porträt- und Geschichtsmaler tätig. Studienreisen führten ihn 1892, 1896/1897 und 1901/1902 nach Italien. 1900 wurde er Vorstandsmitglied der Allgemeinen Deutschen Kunstgenossenschaft und des Vereins Berliner Künstler. Zudem war er Vertrauensmann der Freien Künstlervereinigung und Mitglied des Verbandes deutscher Illustratoren. Zwischen 1893 und 1916 war er regelmäßig mit seinen Werken auf den Großen Berliner Kunstausstellungen vertreten, so etwa 1894 mit Sokrates, Abschied von seinen Schülern nehmend oder 1910 mit dem Werk Insel der Seligen.
1917 kam er auf Einladung des Industriellen Richard van Tongel nach Güstrow, um das Auftragswerk Ansicht der van Tongelschen Stahlwerke auszuführen. In der Folge avancierte er zu einem begehrten Porträtmaler, belegt durch etwa 100 Porträts des Güstrower Bürgertums, zwischen 1918 und 1921 entstanden. 1921 wurde Güstrow seine Wahlheimat, er wohnte in der Neuen Wallstraße 2 und hatte sein Atelier in der Gleviner Straße  37.
Während in der Berliner Zeit neben Bildnissen historische Themen Wilkes Schaffen bestimmten, entstand später eine Anzahl mecklenburgischer Landschaftsbilder. Das Güstrower Stadtmuseum hat 29 Werke Wilkes in seiner Sammlung.

## Ausstellungen (Auswahl)
- 1896: Internationale Kunst-Ausstellung Berlin (Abel’s und Kain’s Opfer)[11]
- 1893–1916: laufende Teilnahme an den Großen Berliner Kunstausstellungen (u. a. Immortellen und Sphärenmusik 1900, Insel der Seligen 1910,  Nymphenreigen 1911, Bacchantinnen führen den weinseligen Silenos 1912 und Maria auf der Flucht 1916)
- 1921: Städtisches Museum Rostock: Gemälde des Kunstmalers Heinrich Wilke (Güstrow) – realisiert durch den Kunstverein zu Rostock[12]
- 1926: Ausstellung Heinrich Wilke im Museum am Alten Garten, Schwerin[13]
- 1928: Güstrower Museum[10]
- 1939: Ausstellung zeitgenössischer Maler im Mecklenburgischen Landesmuseum Schwerin (Vorfrühling, Jungskopf, Junge mit Ziehharmonika)[9]
- 1994: Heinrich Wilke, 1869–1953: Kabinettausstellung im Museum der Stadt Güstrow vom 24. Juni bis 4. September 1994